# عاد دي جونغ
عاد دي جونغ (بالهولندية: Aad de Jong)‏ (1 ديسمبر 1921 لاهاي هولندا - 29 أغسطس 2003 هولندا) هو لاعب كرة قدم هولندي سابق كان يلعب كمدافع.

## روابط خارجية
- عاد دي جونغ على موقع قاعدة بيانات كرة القدم.إي يو (الإنجليزية)
- عاد دي جونغ على موقع ناشيونال فوتبول تيمز (الإنجليزية)
- عاد دي جونغ على موقع أوليمبيديا (الإنجليزية)